# Çağan Kayra Erciyas
Çağan Kayra Erciyas (* 4. Februar 2003 im Hatay) ist ein türkischer Fußballspieler.

## Karriere
Erciyas begann seine Fußballkarriere 2015 bei Karaağaç Efsanespor. Zwei Jahre später wechselte er in die Jugendakademie von Alanyaspor, wo er bis 2022 ausgebildet wurde.
Sein Profidebüt gab Erciyas am 8. Januar 2022 in einem 1:1-Unentschieden gegen Istanbul Başakşehir FK in der Süper Lig. Am 9. Februar 2022 unterzeichnete er einen Vierjahresvertrag bei Alanyaspor. Am 11. Juli 2023 wurde Erciyas an Fethiyespor ausgeliehen.